# Paramimistena
Paramimistena is een kevergeslacht uit de familie van de boktorren (Cerambycidae). De wetenschappelijke naam van het geslacht werd voor het eerst geldig gepubliceerd in 1940 door Fisher.

## Soorten
Paramimistena omvat de volgende soorten:
- Paramimistena assimilata Holzschuh, 1999
- Paramimistena brevis Niisato & Makihara, 1999
- Paramimistena cooptata Holzschuh, 1999
- Paramimistena dembickyi Holzschuh, 1999
- Paramimistena duplicata Holzschuh, 1989
- Paramimistena enterolobii Gressitt & Rondon, 1970
- Paramimistena gracilicornis Holzschuh, 1999
- Paramimistena ikedai Niisato, 2009
- Paramimistena immaculicollis Niisato & Makihara, 1999
- Paramimistena longicollis Gressitt & Rondon, 1970
- Paramimistena ovicollis Holzschuh, 1991
- Paramimistena polyalthiae Fisher, 1940
- Paramimistena rudis Holzschuh, 2007
- Paramimistena subglabra Gressitt & Rondon, 1970
- Paramimistena tricolor Niisato, 2008
- Paramimistena validicornis Holzschuh, 1999
- Paramimistena watanabei Niisato, 2002